# Чернігівська губернська вчена архівна комісія
Чернігівська губернська вчена архівна комісія — урядово–офіційна установа Чернігівської губернії для наукової діяльності в архівно–археографічній галузі, заснована 14 листопада 1896. Головами комісії в різні часи були Г. Милорадович, Є. Зеленецький, князь В. Голіцин, О. Рачинський; зберігачем музею — Євген Корноухов. 
Членами Чернігівської губернської вченої архівної комісії були: Борис Грінченко, О. Русов, Михайло Коцюбинський, Г. Коваленко, В. Тарновський, А. Верзилов, М. Бережков, М. Подвойський, Є. Корноухов, Вадим Модзалевський, І. Рашевський, Я. Жданович, М. Макаренко, П. Скоропадський, М. Стороженко, А. Стороженко, Г. Нарбут, М. Василенко та ін. 
Звання почесних членів комісії мали Володимир Антонович, Володимир Іконников, П. Уварова, Дмитро Багалій, М. Владимирський-Буданов, М. Сумцов, М.  І.  Петров, Дмитро Яворницький, Д. Самоквасов, Богдан і Варвара Ханенки. 
До пріоритетних напрямів наукової діяльності Чернігівської губернської вченої архівної комісії належали: дослідження церковних пам'яток, церковної історії та біографій визначних земляків, генеалогії місцевого дворянства, української старшини. 
В архіві та музеї комісії було зібрано чимало писемних та речових пам'яток. 
Члени комісії досліджували архіви Чернігівського губернського правління, канцелярії губернського предводителя дворянства і Чернігівської казенної палати. Станом на 1915 в історичному архіві комісії зберігалося майже 20 тис. справ, у тому числі — 8 томів Румянцевського генерального опису Малоросії (див. Генеральний опис Лівобережної України 1765—1769) з архіву Чернігівського губернського статистичного комітету. Зібрання губернської вченої архівної комісії згодом стало складовою частиною майбутнього губернського (обласного) архіву. 
1912 Чернігівська губернська вчена архівна комісія розпочала співпрацювати з утвореною при Російському історичному товаристві спеціальною комісією зі збирання відомостей про наявність місцевих архівів та умови зберігання в них документів. 1913 зібрану комісією інформацію про стан 86-ти архівів губернії було надіслано до Російського історичного товариства. 1914 члени Чернігівської губернської вченої архівної комісії створили у складі комісії спеціальне «архівне бюро» і продовжили дослідження місцевих сховищ, приділивши увагу і раніш неохопленим архівам волосних правлінь та судів. Збирання документів супроводжувалося їх науковим опрацюванням та публікаціями на сторінках «Трудов Черниговской архивной комиссии». 
Упродовж 1898—1918 вийшло друком 12 випусків «Трудов…» Окремими виданнями вийшли «Любецкий синодик» (1902) та «Актовая книга Стародубского городового уряда 1693 г.» (1914). 
Члени Чернігівської губернської вченої архівної комісії здійснювали нагляд за проведенням земельних робіт під час будівництва в історичній частині Чернігова, збирали дані про археологічні об'єкти на території Чернігівської губернії (1902 була розроблена «Програма для збирання свідоцтв археологічних, історичних та етнографічних Чернігівської губернії»). В археологічних розкопках, що проводилися комісією, брали участь В. Шугаєвський, Є. Корноухов, П. Добровольський, кн. В. Голіцин, В. Модзалевський, Н. Сахновський. 
Члени Чернігівської губернської вченої архівної комісії опікувалися збереженням місцевих пам'яток — чернігівських соборів та монастирів, Юр'євої божниці (див. Остерська божниця) в с. Старгородка (нині у складі м. Остер), палацу гетьмана К. Розумовського в Батурині. 
Діячі Чернігівської губернської вченої архівної комісії приділяли увагу місцевим етнографічним пам'яткам, фольклорним дослідженням. Серед членів комісії були відомі українські етнографи: Г. Коваленко, Б. Грінченко, С. Гатцук. 
Музейна колекція Чернігівської губернської вченої архівної комісії почала формуватися 1895, до офіційного відкриття комісії. Станом на 1907 в музеї налічувалося близько 3 тис. експонатів. Об'єднання зібрання комісії з колекцією пам'яток, що залишилася після 14-го Археологічного з'їзду, додало до колекції багато археологічних матеріалів. Музей Чернігівської вченої архівної комісії виконував і функцію пропаганди історичного минулого краю. Кількість відвідувачів музею складала 2—3 тис. осіб на рік. Комісія мала наукову бібліотеку, яка 1909 налічувала 5277 томів. 
Чернігівська губернська вчена архівна комісія активно співпрацювала з іншими науковими товариствами. Починаючи з 1899, її делегати були присутніми на кожному археологічному з'їзді. Значною віхою в діяльності комісії було забезпечення підготовки та проведення в Чернігові 1908 14-го Археологічного з'їзду. Ця подія активізувала процес вивчення місцевих пам'яток, привернула увагу місцевого населення до минулого краю. 
На початку 20 ст. відносини Чернігівської губернської вченої архівної комісії з місцевими властями були відзначені гострим конфліктом радикально налаштованих членів комісії (І. Шраг, М. Коцюбинський та ін. ) з чернігівським губернатором О. Хвостовим у 1904. Комісія перетворилася на осередок національного руху і стала своєрідним громадсько-політичним центром губернії. 
Припинила існування 1919. 